# Lewis Call
Lewis Call är en amerikansk akademiker och anarkist. Han är mest känd för sin bok Postmodern Anarchism (2002), där han utvecklar sina tankar om en postmodern anarkism. Tankarna utvecklas genom att diskutera tänkare såsom Friedrich Nietzsche och "cyberpunk-filosoferna" William Gibson och Bruce Sterling.. Förutom anarkism har Call också utvecklat ett vetenskapligt intresse för människans intellektuella historia, science fiction-studier och för historien om erotisk makt. 